# دانت رز
دانت رز (فرانسوی: Dante Rezze‎؛ زادهٔ ۲۷ آوریل ۱۹۶۳) دوچرخه‌سوار اهل فرانسه است.